# Queso de La Peral

Ubicación del concejo de Illas en Asturias

El queso de La Peral es un queso azul que se elabora en el Principado de Asturias, España. Se trata de un queso que guarda cierto parecido con el Roquefort francés. Procede de la utilización de leche entera de vaca, posteriormente pasteurizada .

## Elaboración
Se elabora con leche de vaca, a la que en ocasiones se le añade nata de oveja, con el propósito de reforzar el aroma y sabor en la maduración. Se elabora todo el año, principalmente en primavera y en verano.

## Características
- Queso sin corteza, untuoso y de color blanco amarillento.
- El interior es firme pero no compacto, con grietas y cavidades donde desarrolla el moho
- La parte no vetada es de color blanco amarillento, algo untuosa, pero de textura granulosa.
- El formato es cilíndrico y se presenta envuelto en papel metalizado.
- El peso oscila alrededor de los 2 kilos, pero también lo elaboran de 1 y de 3 kilos.
- El sabor es muy agradable y no demasiado fuerte para este tipo de queso, ligeramente ácido y salado, sin exceso y muy mantecoso.
- Es un queso excelente para comer extendido sobre pan tostado.

## Zona de elaboración
Se elabora en una pequeña quesería en el pueblo de San Jorge de la Peral, en el concejo de Illas.